# Minionii (personaje)
Acest articol se referă la personajele galbene. Pentru film vedeți Minionii. Pentru jocul video vedeți Minionii (joc video). Pentru alte sensuri vedeți Minionii (dezambiguizare).
Minionii sunt personajele fictive galbene care apar în filmele de animație Sunt un mic ticălos, Sunt un mic ticălos 2, Minionii, Sunt un mic ticălos 3 și Minionii 2: Ascensiunea lui Gru. Personajele sunt create de Eric Guillon. 